# MeeGo
MeeGo是一個基於Linux的行動作業系統，它於2010年2月的世界移动通信大會中宣佈，主要推動者為諾基亞與英特爾。它結合了諾基亞的Maemo及英特爾的Moblin。並由Linux基金會主導。
MeeGo是一個由Linux基金會於1999年註冊的域名。

## 概述
MeeGo的目標是執行在多種硬體平台，包括手機、車用資通訊娛樂裝置、小筆電和電視機。

## 發展歷史

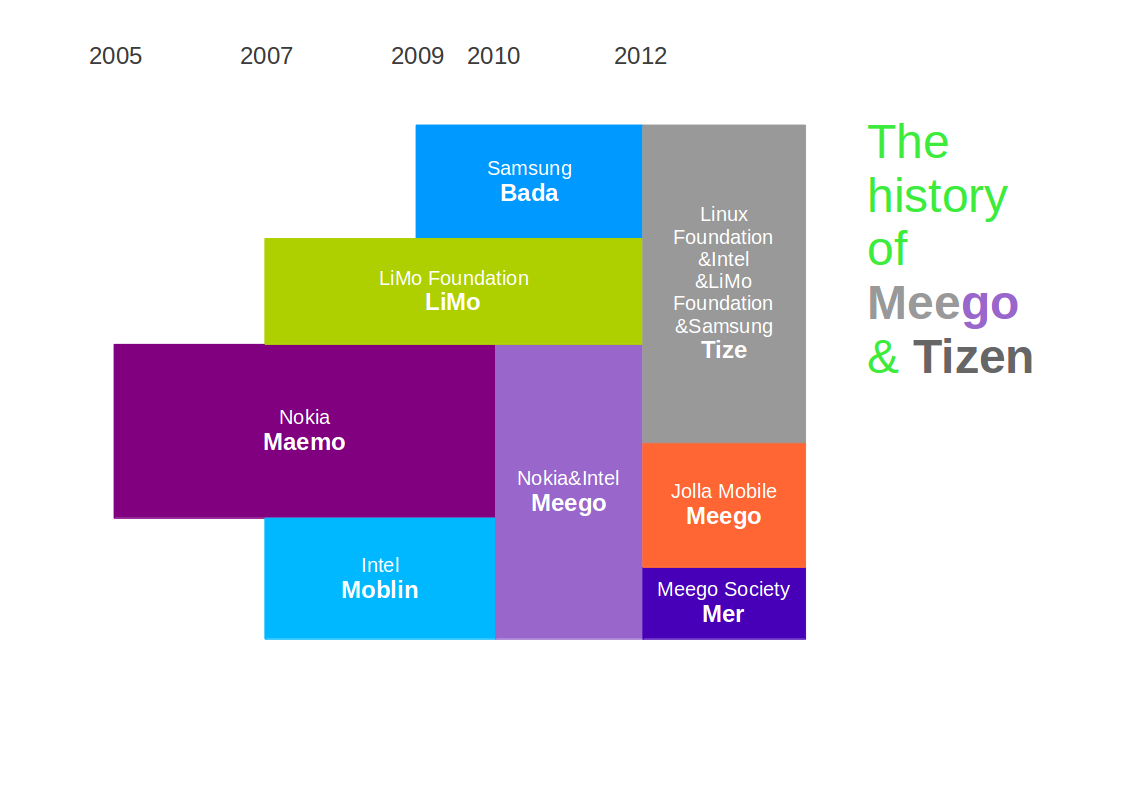
MeeGo项目的发展历史

2005年，诺基亚发布Maemo操作系统。Maemo基于Debian Linux，采用自由软件许可。
2009年9月，诺基亚在诺基亚大会上发布了第一款基于Maemo平台的智能手机——诺基亚N900。
2010年，诺基亚与英特尔宣布合并前者的Maemo项目与后者的Moblin，结合两家优势共同开发名为MeeGo的操作系统。
2011年2月，诺基亚进行战略调整，将主力从原有的塞班平台迁移到Windows Phone平台。宣告诺基亚最终选择了微软的Windows Phone平台，而塞班和MeeGo将不再作为公司战略核心。
2011年6月，诺基亚推出首款基于MeeGo的智能手机——诺基亚N9。與Symbian系統並存發展。但不久后便宣布與微軟合作發展Windows Phone。
2011年9月28日，繼諾基亞CEO宣布放棄MeeGo系統並轉向使用微軟的Windows Phone 7之後，MeeGo的另一個主要合作者英特爾也宣布放棄MeeGo，同時，Linux基金會也正式決定將MeeGo與另一個Linux行動作業系統LiMo合併，合併之後的新系統被命名為Tizen。
在此之后，曾經支持MeeGo專案的諾基亞公司則將獨立發展另一個後繼專案Meltemi，目標將專注於功能手機。并且诺基亚承诺将继续提供MeeGo设备（诺基亚N9）的更新。这意味着诺基亚此时还未完全放弃 MeeGo。
2012年7月6日，诺基亚由于持续亏损和股价暴跌而再次裁员，负责MeeGo专项的员工全部离职。此前诺基亚刚刚发布了MeeGo的PR 1.3更新。这表明诺基亚彻底放弃了MeeGo平台，已有的MeeGo设备将不会再获得更新。
2014年1月1日起，諾基亞不再提供Symbian與MeeGo兩個作業系統的系統及軟體更新。雖然這兩個作業系統的產品仍能持續下載應用程式，開發者仍能透過軟體市集營收，但無法繼續更新或發佈新的應用程式。

## 分支

### Mer
在Linux基金會、Intel、Nokia與三星等，放棄繼續發展MeeGo計劃時，社群開發者由MeeGo中分支出Mer專案。尚不清楚是否將被允許繼續使用MeeGo的商標。

### Tizen
2011年9月27日，是由Linux基金會的MeeGo以及LiMo基金會的LiMo整合而成，目的在於取代MeeGo與LiMo，參與開發的廠商有英特爾、三星、華為、松下等。Tizen的開發希望能夠強化HTML5的應用和兼顧本地應用。

### Sailfish OS
2012年7月7日，由诺基亚离职员工创办的芬蘭公司Jolla Ltd.宣佈，他們將繼續開發MeeGo，并推出MeeGo手机。這間公司由前Nokia MeeGo團隊核心成員及MeeGo社區成員組成。据报道，早在2011年末，他们就已经開始秘密開發屬於他們自己的手機。Jolla得到了来自诺基亚支持，但诺基亚表示，仅授权Jolla使用MeeGo专利，并没有给予任何组织MeeGo专利。。
Jolla公司由Mer專案中，分支出Sailfish OS。

## 系統需求

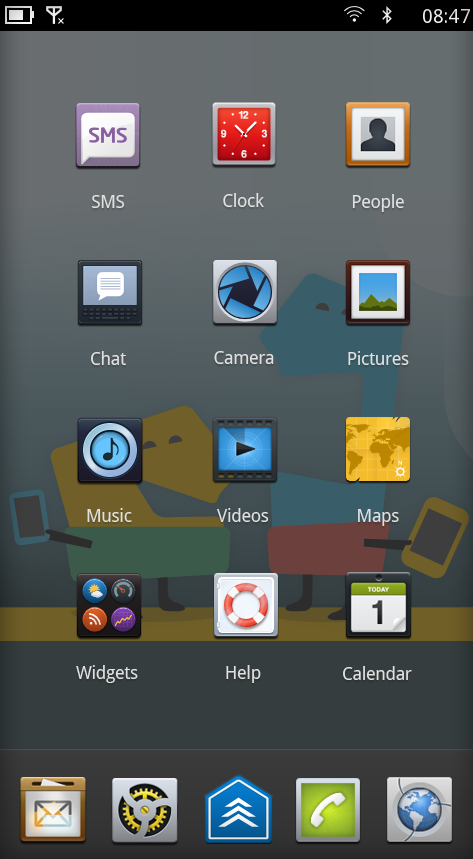
MeeGo 1.1的UX

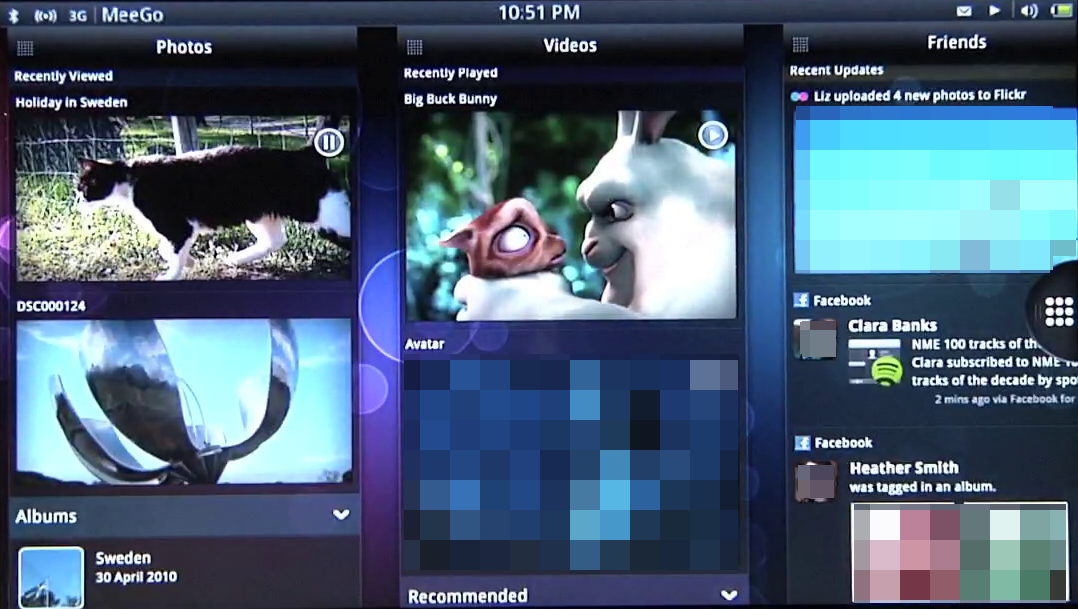
位於平板電腦上的MeeGo準預覽版本UX

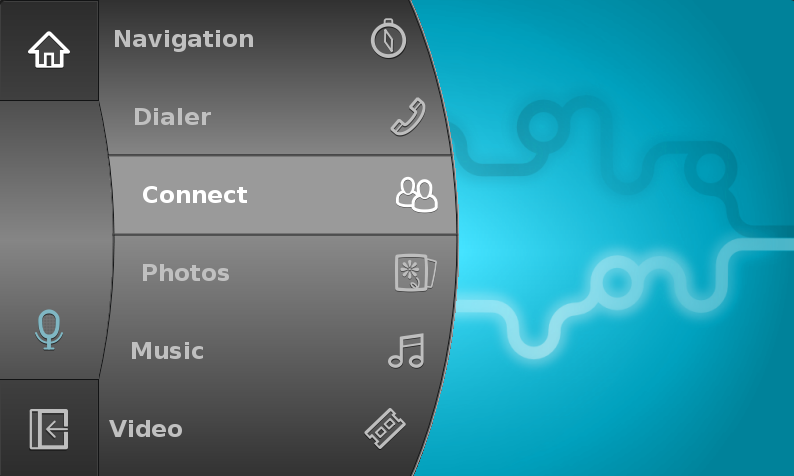
MeeGo 1.1上的 UX

MeeGo同時支援ARM和x86處理器，支持SSSE3指令集。並且使用btrfs作為預設的檔案系統。

## 使用者界面
MeeGo專案有數個圖形使用者界面–內部稱為「User Experiences」（“UX”）。

### 手機
手機UX基於Qt。並根據不同的設備，將提供來自英特爾AppUp或諾基亞Ovi數位軟體發行系統的應用程式。

### 平板電腦
英特爾在2010年6月上旬的台北國際電腦展，展示了平板電腦UX。
平板電腦UX和其它的MeeGo專案一樣，將成為完全開源的專案，並且使用Qt與MeeGo Touch框架。英特爾透露Qt將結合Wayland顯示伺服器，而不是常見的Qt/X11組合在MeeGo Touch，以便利用Linux內核支援的最新圖形技術，它可以改善用戶體驗並降低系統複雜性。

### 車用資通訊娛樂裝置
GENIVI聯盟，由數個汽車製造商和其企業合作夥伴所成立。使用Moblin與Qt作為「GENIVI 1.0參考平台」的基礎，其用於車用資通訊娛樂裝置（IVI）。GENIVI聯盟的Graham Smethurst，和寶馬集團宣布在2010年4月將從Moblin轉換至MeeGo。

## 授權
MeeGo軟體可分為兩大類：作業系統（OS）軟體和使用者體驗（UX）軟體。OS軟體主要使用copyleft授權，以確保底層系統的開放。而UX軟體使用BSD風格授權，並不排斥專有的開發。因而鼓勵設備製造商和OS廠商進行衍生，以區分各自的產品。

## 技術基礎

### 核心OS
MeeGo核心作業系統是一個Linux發行版，借鑒諾基亞基於Debian的Maemo和英特爾基於Fedora的Moblin。

### 軟體開發
MeeGo應用程式使用Qt開發框架和Qt Creator作為開發環境。
openSUSE的Build Service可用來編譯應用程式。

## 版本歷史
Intel Developer Forum 2010中宣佈，MeeGo以六個月作為發佈周期。2010年5月26日開始提供Netbook版本的下載。
2010年5月27日，MeeGo官方正式发布v1.0上网本体验版和N900版MeeGo v1.0 Core Software平台。
|       | 版本   | 內核版本 | 發佈日期           | 備註 | 支援 (Netbooks) | 支援（Handsets）             |
| ----- | ------ | -------- | ------------------ | --- | --- | ---------------------------- |
| MeeGo | 1.0    | 2.6.33   | 2010年5月26日      | 最初只發佈Netbook版本;只有一個code drop發佈給手機（Nokia N900） | Asus EeePC 901, 1000H, 1001P, 1005HA, 1005PE, 1008HA, Eeetop ET1602, Dell mini10v, Inspiron Mini 1012, Acer Aspire One D250, AO532-21S, Revo GN40, Aspire 5740-6025, Lenovo S10, MSI U100, U130, AE1900, HP mini 210-1044, Toshiba NB302. | Nokia N900（沒有handset UX） |
| MeeGo | 1.01   | 2.6.33.5 | 2010年7月          | 更新MeeGo 1.0;內核更新至2.6.33.5,改進USB設備加載時間，改進3D性能，增強瀏覽器，解決多個電子郵件客戶端的問題，增強netbook窗口管理器，改進視覺效果，完整地支援GNOME代理 配置的媒體播放器，更多DNS設置的控制權 | 所有支援MeeGo 1.0的Netbooks;同上 | 沒有                         |
| MeeGo | 1.02   | 2.6.33.5 | 2010年8月9日       | 更新MeeGo 1.0;更新X-Server ,連接管理器, 軟件包管理管理器UI, Perl及更多 | 所有支援MeeGo 1.0的Netbooks;同上 | 沒有                         |
| MeeGo | 1.03   | 2.6.33.5 | 2010年9月10日      | 更新MeeGo 1.0;一些更新，如Chromium瀏覽器及連接管理器 | 所有支援MeeGo 1.0的Netbooks;同上 | 沒有                         |
| MeeGo | 1.04   | 2.6.33.5 | 2010年10月12日     | 更新MeeGo 1.0;一些安全更新, ... | 所有支援MeeGo 1.0的Netbooks;同上 | 沒有                         |
| MeeGo | 1.05   | 未知     | 2010年11月28日     | 更新MeeGo 1.0;一些安全更新, ... | 所有支援MeeGo 1.0的Netbooks;同上 | 沒有                         |
| MeeGo | 1.06   | 未知     | 2011年1月4日       | 更新MeeGo 1.0;一些安全更新, ... | 所有支援MeeGo 1.0的Netbooks;同上 | 沒有                         |
| MeeGo | 1.07   | 未知     | 2011年2月24日      | 更新MeeGo 1.0;一些安全更新, ... | 所有支援MeeGo 1.0的Netbooks;同上 | 沒有                         |
| MeeGo | 1.08   | 未知     | 2011年4月7日       | 更新MeeGo 1.0;一些安全更新, ... | 所有支援MeeGo 1.0的Netbooks;同上 | 沒有                         |
| MeeGo | 1.09   | 未知     | 2011年7月11日      | 更新MeeGo 1.0;一些安全更新, ... | 所有支援MeeGo 1.0的Netbooks;同上 | 沒有                         |
| MeeGo | 1.1    | 2.6.35   | 2010年10月28日     | 計劃令觸摸式手機支援Handset UX | 未知 | Aava及Nokia N900             |
| MeeGo | 1.1.1  | 2.6.35   | 2010年11月28日     | 安全性更新 | 未知 | Aava及Nokia N900             |
| MeeGo | 1.1.2  | 2.6.35   | 2011年1月7日       | 安全性更新 | 未知 | Aava及Nokia N900             |
| MeeGo | 1.1.3  | 2.6.35   | 2011年2月24日      | 安全性更新 | 未知 | Aava及Nokia N900             |
| MeeGo | 1.1.4  | 2.6.35   | 2011年4月7日       | 安全性更新 | 未知 | Aava及Nokia N900             |
| MeeGo | 1.1.5  | 2.6.35   | 2011年5月23日      | 安全性更新 | 未知 | Aava及Nokia N900             |
| MeeGo | 1.1.6  | 2.6.35   | 2011年7月14日      | 安全性更新 | 未知 | Aava及Nokia N900             |
| MeeGo | 1.1.7  | 2.6.35   | 2011年9月8日       | 安全性更新 | 未知 | Aava及Nokia N900             |
| MeeGo | 1.1.8  | 2.6.35   | 2011年10月18日     | 安全性更新 | 未知 | Aava及Nokia N900             |
| MeeGo | 1.1.99 | 2.6.35   | 2011年2月24日      | 1.2的測試版 | 未知 | Aava及Nokia N900             |
| MeeGo | 1.2    | 2.6.37   | 2011年5月19日      | | 未知 | Nokia N950及Nokia N9         |
| MeeGo | 1.3    | 2.6.37   | 2011年10月（取消） | | 未知 | Nokia N950及Nokia N9         |